# Ryota Nishizono
Ryota Nishinzono (西薗 良太, Nishizono Ryōta; Kagoshima, 1 september 1987) is een Japans voormalig wielrenner.

## Belangrijkste overwinningen
2010
1e etappe Ronde van Hokkaido
2011
 Japans kampioenschap tijdrijden, elite
2013
 Japans kampioenschap tijdrijden, elite
2012
 Japans kampioen tijdrijden, elite
2016
 Japans kampioen tijdrijden, elite
 Japans kampioenschap op de weg, elite
2015
 Japans kampioenschap tijdrijden, elite
2017
 Japans kampioen tijdrijden, elite
Anderson · Avery · Bell · Beyer · Brammeier · Butler · Feng · Friedemann · Gazvoda · Jang · Jiang · Jiao · Lewis · Liu · Nishizono · Ojavee · Othman · Roth · Schnaidt · Tang · Traksel · Wu · Xu · Brenes (stagiair) · Cheung (stagiair) · Smith (stagiair)
- Virtual International Authority File: 4764153834754364450005